# Andreas Zingerle
Andreas Zingerle   (Rasen-Antholz, 25 de novembre de 1961) és un biatleta italià, ja retirat, que va competir durant les dècades de 1980 i 1990.
Durant la seva carrera esportiva va prendre part en quatre edicions dels Jocs Olímpics d'Hivern, el 1984, 1988, 1992 i 1994, sempre disputant proves del programa de biatló. El 1988, a Calgary, guanyà la medalla de bronze en la prova del relleu 4x7,5 quilòmetres, formant equip amb Werner Kiem, Gottlieb Taschler i Johann Passler.
En el seu palmarès també destaquen quatre medalles d'or i una de bronze en els dotze Campionats del món de biatló que disputà. També guanyà nou campionats nacionals, quatre curses individuals i sis per relleus de la Copa del món de biatló, competició que el 1991 finalitzà en tercera posició.
Un cop retirat passà a exercir tasques d'entrenador de la selecció italiana de biatló.